# Agios Sozomenos
Agios Sozomenos es un pueblo abandonado situado en el distrito de Nicosia, a tres kilómetros al norte de Podamia / Dereli y a seis kilómetros al oeste de Pyroi / Gaziler, muy cerca de la Línea Verde o Green Line. 
Lleva el nombre de un santo chipriota. En 1958, los turcochipriotas aprobaron el nombre alternativo Arpalık, que significa "lugar de cebada."
Hasta 1960, el pueblo era mixto, habitada por chipriotas griegos y turcos.

## Conflicto Intercomunal
| Año  | Turcochipriotas | Grecochipriotas | Otros | Total |
| ---- | --------------- | --------------- | ----- | ----- |
| 1831 | 34              | 33              | 0     | 67    |
| 1891 | 70              | 31              | 0     | 101   |
| 1901 | 68              | 44              | 0     | 112   |
| 1911 | 80              | 47              | 0     | 127   |
| 1921 | 79              | 43              | 0     | 122   |
| 1931 | 81              | 57              | 0     | 138   |
| 1946 | 128             | 36              | 0     | 164   |
| 1960 | 172             | 25              | 0     | 197   |
| 1973 | 0               | 0               | 0     | 0     |
| 1978 | 0               | 0               | 0     | 0     |
| 1982 | 0               | sd              | 0     | sd    |
| 2001 | 0               | 4               | 0     | 4     |
| 2011 | 0               | 11              | 0     | 11    |

Fuente: Prio Cyprus Centre. Internal Displacement in Cyprus. Mapping the Consequences of Civil and Military Strife. Consultado Set 2014.
En el período del cual se disponen datos censales, la localidad siempre fue mixta. En el censo otomano de 1831, la población musulmana (turcochipriotas) fue un poco mayor a la de los grecochipriotas (50,7 %, 34 contra 33 varones respectivamente). En 1891, la proporción turcochipriota aumentó a 69% (70 y 31). A lo largo del período británico, mientras que la población turcochipriota mostró un aumento constante, el número de grecochipriotas disminuyó gradualmente. En 1960, la cuota de grecochipriota de la población era de sólo el 12,6% (172 y 25).
La localidad estuvo sitiada desde el 22 de diciembre de 1963. Las tensiones fueron en aumento por una serie de arrestos y maltrato a los turcos que salían del lugar a levantar la cosecha o buscar a sus animales. El 6 de febrero, fuerzas grecochipriotas atacaron a su contraparte en venganza por un incidente que había tenido lugar en mismo día. Esa mañana, siete grecochipriotas en un jeep, provenientes de la villa vecina de Potamia, recibieron disparos de los defensores del poblado que los creyeron sus atacantes. No es claro quién inició el fuego pero murieron dos grecochipriotas. El ataque de esa nacionalidad que siguió fue brutal. Se dio en el extremo oeste del poblado, empleando bazookas ocasionándose siete muertos TkCyp.
El primer desplazamiento relacionado con el conflicto tuvo lugar en 1964. En febrero de 1964, habitantes turcochipriotas y grecochipriotas de Agios Sozomenos / Arpalık fueron desplazadas. Turcochipriotas huyeron al enclave de Louroujina / Akıncılar y grecochipriotas a Potamia / Dereli. El número de los desplazados fue de aproximadamente 200. Después de 1974, la mayoría de los turcochipriotas de Agios Sozomenos / Arpalık fueron reasentados en Argaki / Akçay, una aldea cerca de la ciudad de Morphou / Güzelyurt, junto con otros aldeanos desplazados de los pueblos vecinos, como Potamia / Dereli que también habían buscado refugio en Louroujina / Akıncılar.

## Población actual
Actualmente, el pueblo está prácticamente destruido y en ruinas. Sólo hay un par de casas cerca de la aldea que están habitadas por sus propietarios grecochipriotas. En el último censo de 2011, contaba sólo 11 personas.